# Neil Tennant
Neil Francis Tennant (Newcastle upon Tyne, 10. srpnja 1954.) engleski je glazbenik, pjevač elektro pop dua Pet Shop Boys. Tennant je 1970-ih započeo novinarsku karijeru, da bi početkom 1980-ih zajedno s arhitektom Chrisom Loweom osnovao Pet Shop Boyse.

## Vanjske poveznice
- Stranica Pet Shop Boysa (engl.)